# Сан-Грегориу (Аррайолуш)
Сан-Грего́риу (порт. São Gregório) — фрегезия (район) в муниципалитете Аррайолуш округа Эвора в Португалии. Территория — 74,36 км². Население — 396 жителей. Плотность населения — 5,3 чел/км².